# Santa Bárbara do Sul
Santa Bárbara do Sul est une ville brésilienne du Nord-Ouest de l'État du Rio Grande do Sul, faisant partie de la microrégion de Cruz Alta et située à 337 km au nord-ouest de Porto Alegre, capitale de l'État. Elle se situe à une latitude de 28° 21′ 39″ sud et à une longitude de 53° 14′ 59″ ouest, à une altitude de 511 mètres. Sa population était estimée à 9 122, pour une superficie de 971 km2.
Santa Bárbara do Sul se situe sur la Coxilha Grande, une ligne de hauteurs séparant les bassins des rios Uruguai et Jacuí.

## Villes voisines
- Chapada
- Carazinho
- Saldanha Marinho
- Ibirubá
- Cruz Alta
- Pejuçara
- Panambi
- Condor
- Palmeira das Missões